# Phyllodromica curtipennis
Phyllodromica curtipennis es una especie de cucaracha del género Phyllodromica, familia Ectobiidae. Fue descrita científicamente por Chopard en 1943.
Habita en Argelia.